# Aramus guarauna
Limpkins là một loài chim trong họ Aramidae.
Loài này sinh sống ở hầu hết các khu vực đất ngập nước và các khu vực ấm ở châu Mỹ, từ Florida đến bắc Argentina.

## Hình ảnh

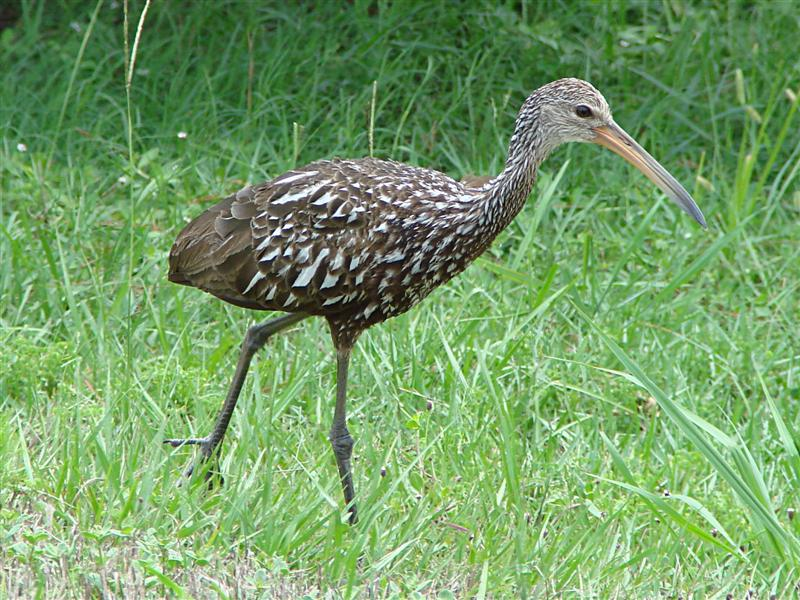
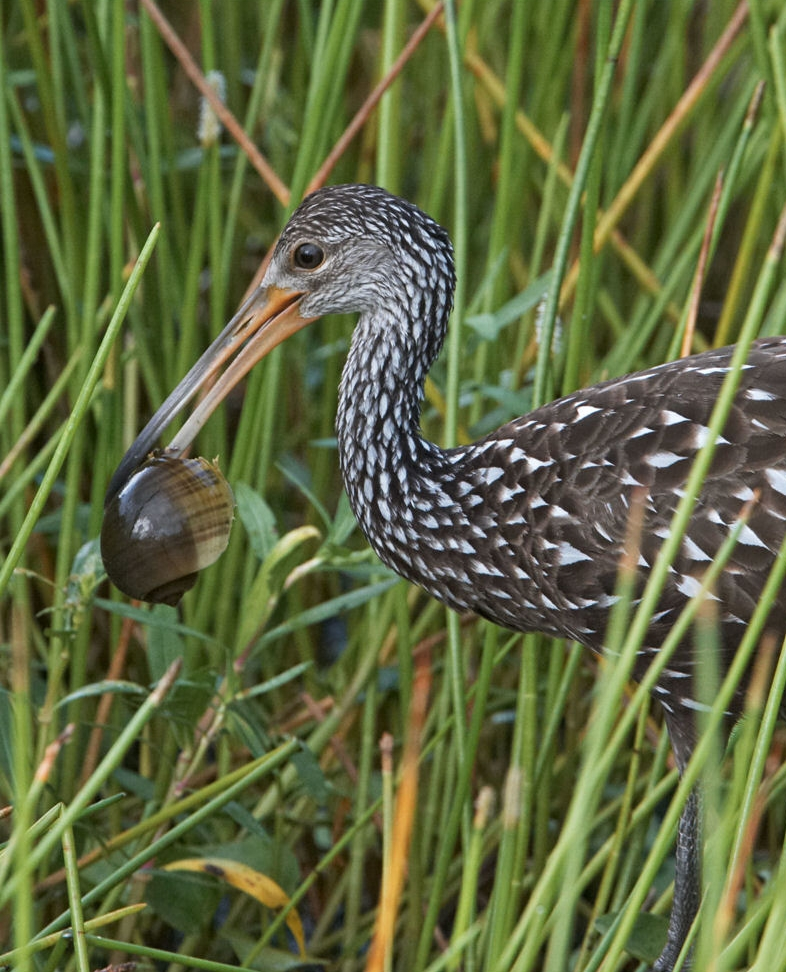
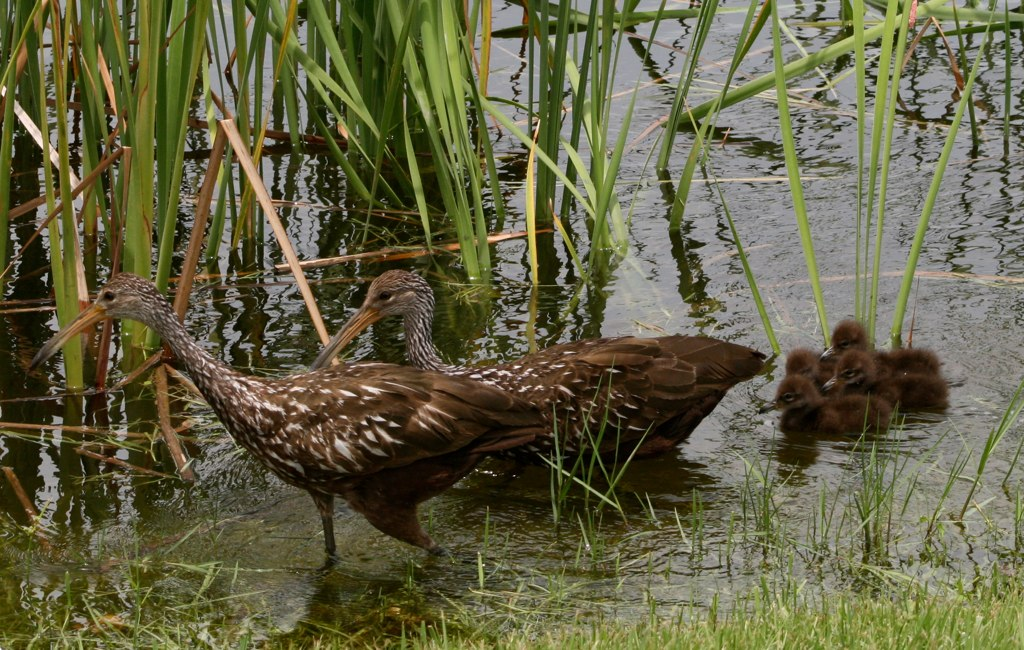
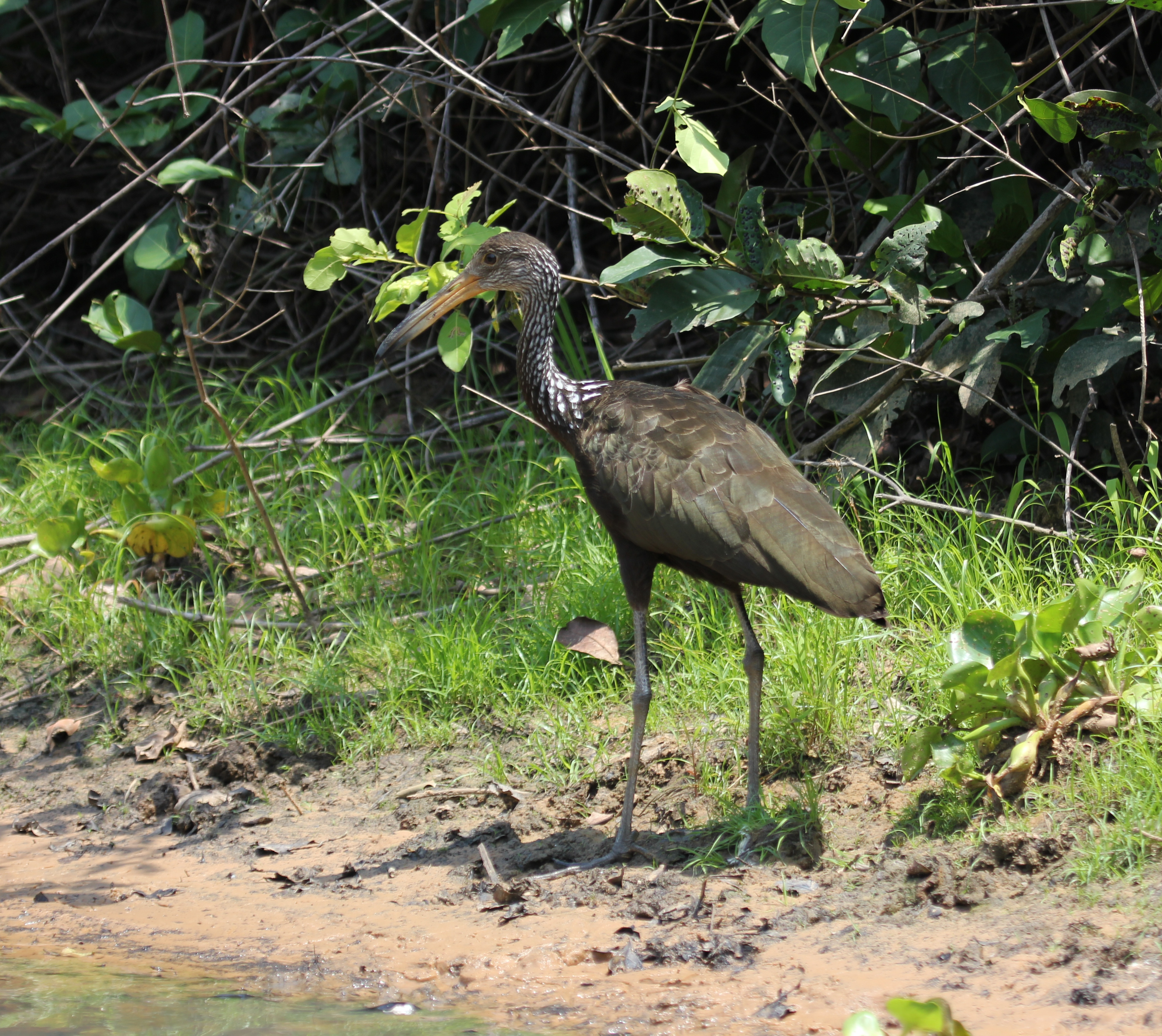
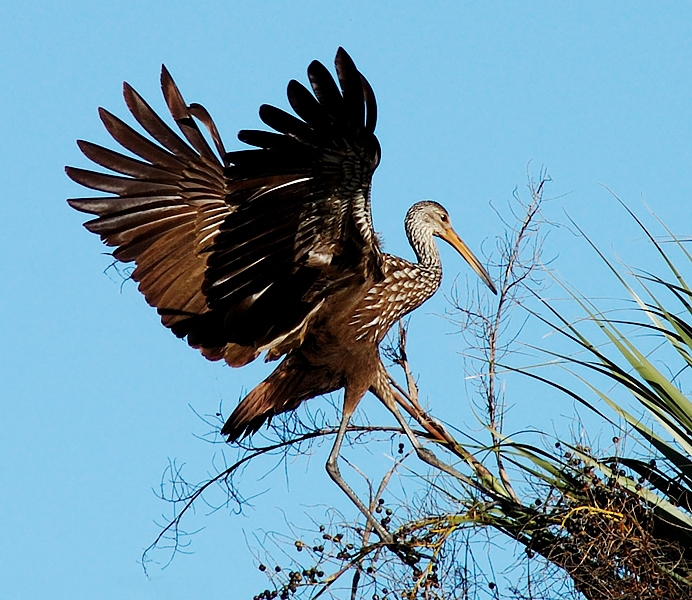
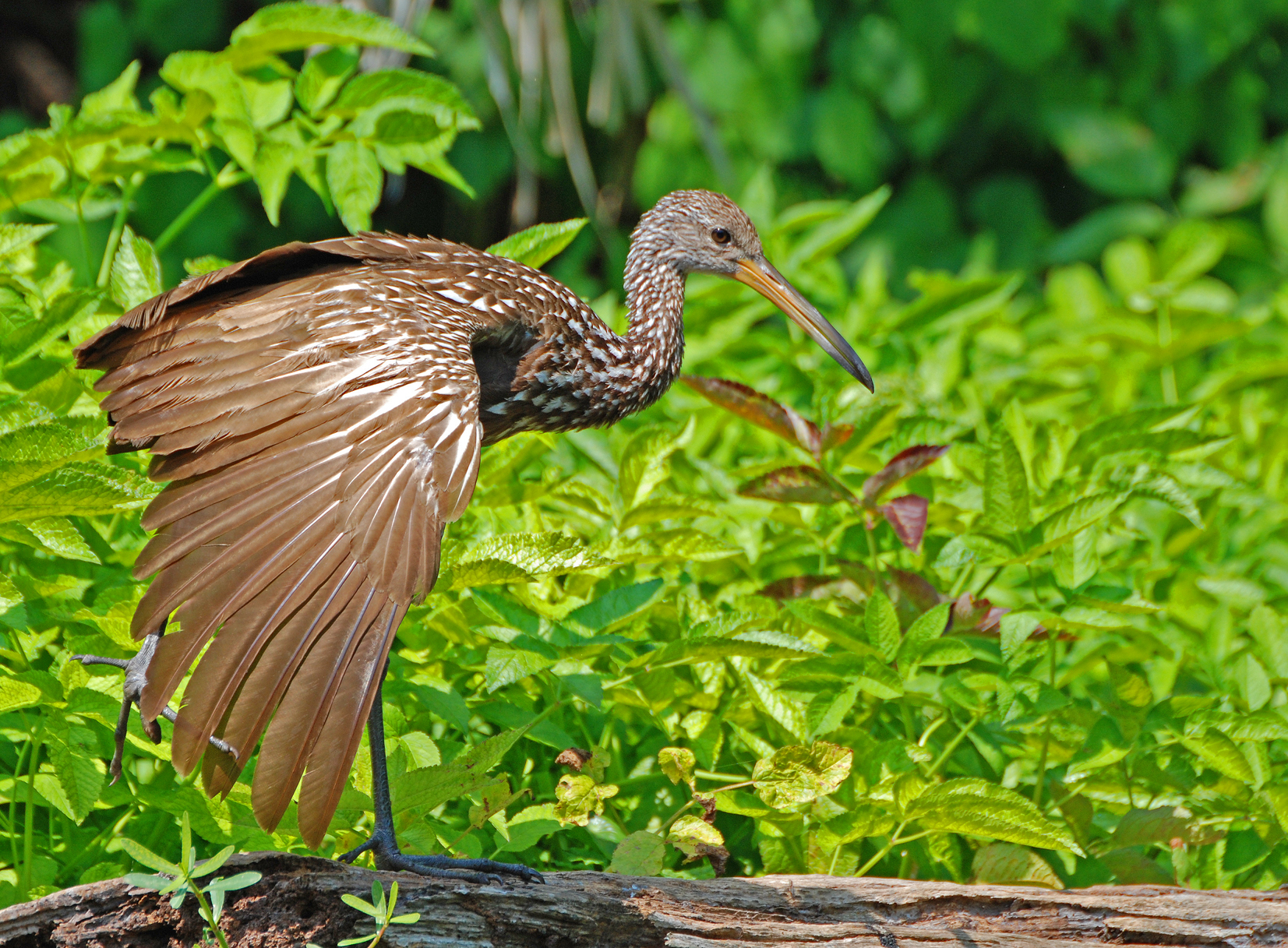